# District d'Arwal
Le district d'Arwal est un district de l'état du Bihar, en Inde.

## Géographie
Au recensement de 2011, sa population compte 700 843 habitants.
Son chef-lieu est la ville de Arwal. 